# Martin Clunes
Alexander Martin Clunes, född 28 november 1961 i Wimbledon i London, är en brittisk skådespelare och komiker. Han är mest känd för rollen som dr. Martin Ellingham i den brittiska succéserien Doc Martin, men har även medverkat i andra TV-serier som Hopplösa typer och Reggie Perrin.
Clunes sysslar dock huvudsakligen med teater och komiska shower.

## Filmografi
TV
| År        | Titel                                         | Roll                        | Utmärkelser                                                                                         |
| --------- | --------------------------------------------- | --------------------------- | --------------------------------------------------------------------------------------------------- |
| 1983      | Doctor Who                                    | Lon                         | Serial: Snakedance                                                                                  |
| 1983–1986 | No Place Like Home                            | Nigel Crabtree              | |
| 1990–1994 | Harry Enfield's Television Programme          | Blandade rollfigurer        | |
| 1991      | Jeeves and Wooster                            | Barmy Fotheringay Phipps    | |
| 1992      | Kommissarie Morse                             | James Balcombe              | |
| 1992–1998 | Hopplösa typer                                | Gary Strang                 | British Comedy Award för Top TV Comedy Actor (1995) BAFTA Award för bästa komediframträdande (1996) |
| 1993      | Demob                                         | Dick Dobson                 | |
| 1993      | Lovejoy                                       | Anthony Drury               | |
| 1994–     | Have I Got News For You                       | Gästpresentatör/panelmedlem | |
| 1997–2000 | Kipper                                        | Kipper                      | |
| 2002      | A Is for Acid                                 | John Haigh                  | |
| 2003–2005 | William and Mary                              | William Shawcross           | |
| 2004–2022 | Doc Martin                                    | Dr. Martin Ellingham        | British Comedy Award för Best TV Comedy Drama (2004)                                                |
| 2006      | Losing It                                     | Phil MacNaughton            | |
| 2007      | The Man Who Lost His Head                     | Ian Bennett                 | |
| 2008      | Martin Clunes: A Man and His Dogs             | Presentatör                 | |
| 2009      | Islands of Britain                            | Presentatör                 | |
| 2009–2010 | Reggie Perrin                                 | Reginald "Reggie" Perrin    | |
| 2010      | Martin Clunes: Horsepower                     | Presentatör                 | |
| 2011      | Martin Clunes: Man to Manta                   | Presentatör                 | |
| 2012      | Martin Clunes: The Lemurs of Madagascar       | Presentatör                 | |
| 2012      | A Mother's Son                                | Ben                         | |
| 2012      | The Town                                      | Len Robson                  | |
| 2012      | Kvastresan                                    | Dog (röst)                  | |
| 2013      | Strike Back: Shadow Warfare                   | Sebastian Grey              | |
| 2013      | Martin Clunes: Heavy Horsepower               | Presentatör                 | |
| 2013–     | Secret Life of                                | Berättarröst                | |
| 2014      | Martin Clunes & A Lion Called Mugie           | Presentatör                 | |
| 2014      | Kids with Cameras: Diary of a Children's Ward | Berättarröst                | |
| 2015      | Arthur & George                               | Arthur Conan Doyle          | |
| 2015      | Carry On Forever                              | Berättarröst                | |
| 2015      | Man & Beast with Martin Clunes                | Presentatör                 | |
| 2016      | Rising Damp Forever                           | Berättarröst                | |
| 2016      | Secrets of Growing Old                        | Berättarröst                | |
| 2016      | Secrets of Growing Up                         | Berättarröst                | |
| 2016      | Britain's Favourite Dogs                      | Berättarröst                | |
| 2016      | Les Dawson Forever                            | Berättarröst                | |
| 2017      | Martin Clunes: Islands of Australia           | Presentatör                 | |
| 2017      | Morecambe & Wise Forever                      | Berättarröst                | |
| 2017      | Tommy Cooper Forever                          | Berättarröst                | |
| 2018      | Vanity Fair                                   | Sir Pitt Crawley            | |
| 2019      | Manhunt                                       | DCI Colin Sutton            | |
| 2019      | Martin Clunes: Island of America              | Presentatör                 | |
| 2019      | Warren                                        | Warren Thompson             | |

Film
| År   | Titel                                | Roll                    | Utmärkelser |
| ---- | ------------------------------------ | ----------------------- | ----------- |
| 1990 | Ryska huset                          | Brock                   |             |
| 1992 | Kom igen Columbus                    | Martin                  |             |
| 1993 | Dancing Queen                        | Donald                  |             |
| 1993 | Swing Kids - de sista rebellerna     | Bannführer              |             |
| 1994 | Staggered                            | Neil                    |             |
| 1998 | The Acid House                       | Rory                    |             |
| 1998 | Shakespeare in Love                  | Richard Burbage         |             |
| 1998 | Sweet Revenge                        | Anthony Staxton-Billing |             |
| 1999 | Hunting Venus                        | Simon Delancy           |             |
| 1999 | Sex 'n' Death                        | Ben Black               |             |
| 2000 | Saving Grace                         | Dr. Martin Bamford      |             |
| 2001 | Doc Martin                           | Dr. Martin Bamford      |             |
| 2002 | Global Heresy                        | James Chancellor        |             |
| 2002 | Goodbye, Mr. Chips                   | Mr. Chipping            |             |
| 2014 | Nativity 3: Dude, Where's My Donkey? | Jeremy Shepherd         |             |